# Puszta (település)

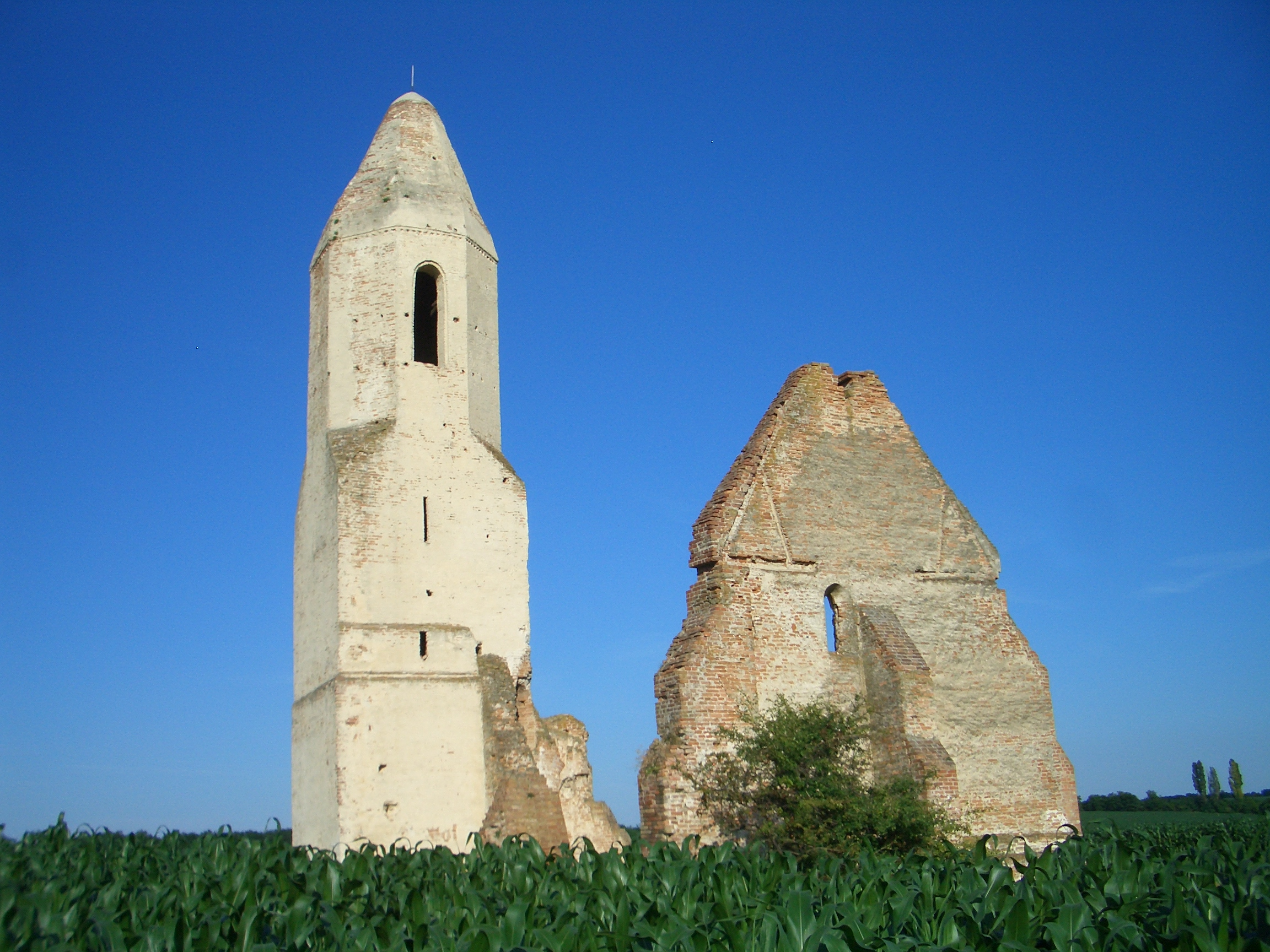
A somogyvámosi pusztatemplom egy pusztává lett település utolsó emléke

A puszta - néprajzi, történelmi értelemben - különböző okok miatt elnéptelenedett település, vagy településrész, melyek nevében szerepelt a puszta szó.
Évszázadokig jellemzően olyan önálló birtokokra használt kifejezés volt, melyek nem tartoztak egyik településhez sem, és mezőgazdasági művelés alatt álltak. Különösen egykori falvak határterületeit nevezték pusztának, melyekről a lakosok háborús időkben elvándoroltak. A 20. századra a puszták is valamely község joghatósága alá kerültek, sőt, a nagyobb puszták önálló községgé válhattak, részint megtartva nevükben a puszta kifejezést, részint elhagyva azt (példa a megtartásra: Vacs-puszta - Pusztavacs, illetve az elhagyásra: Szentmihály-puszta - Rákosszentmihály).
A magyar történelemben tipikus pusztasorsnak tekinthető a török hódoltság idején elnéptelenedett, majd mezőgazdasági célra hasznosított terület, mely a 16-18. században a település neve után ragasztott -puszta jelzővel lett ismert. A későbbi századokban a lakosság újratelepülése révén új község jöhetett létre, vagy földesúri birtokként továbbra is mezőgazdasági művelés zajlott rajta.
Jellegzetes puszták: Gánt külterületén Kőhányás-puszta, vagy az egykoron Esterházy birtok, Majk-puszta a Vértesben.